# Ágó (Szlovákia)
Ágó (szlovákul Agov) Nyírágó településrésze Szlovákiában, a Nyitrai kerület Lévai járásában. 1942-ig önálló község volt.

## Fekvése
Lévától 31 km-re délre.

## Nevének eredete
A község nevének finnugor eredete valószinüsíthető: az aho/ahota szó az ősi korszakból származik és a mai finn nyelvben "parlagon hagyott, bozótos terület"-et jelent.

## Története
1383-ban említik először.
Vályi András szerint "AGHO. vagy Agko, Agov. Elegyes magyar falu Bars Vármegyében, földes Ura, Gróf Eszterházy Uraság, lakosai katolikusok, fekszik Lévátol három mértföldnyire. Mivel e’ helységnek határbéli földgye, síkos, és termékeny, legelője saját marháinak alkalmatos, és elegendő, némelly gyümöltsös kertyei is vagynak, minden féle vagyonnyaiknak eladására jó módgya, de mivel fájok nintsen, sem szölejek, második Osztálybéli."
Fényes Elek szerint "Agó helység, fekszik Bars vármegye Lévai járásának déli részin, határai Garam-Vezekény, Garam-Damásd, Kéty, Nyir helységek és a Kerek-Udvardi puszta; – kiterjedése 1432 hold szántóföldek, rétek és legelők, mind majorsági, melly kisebb részekre osztva jelenleg haszonbérben vagyon. Fekvése róna, földje jó gabonatermő, fekete, homokkal vegyes. Lakosai száma: 50 kath., 152 reform. = 202 lélek, kik általjában földmivelésből élnek, és egynehány tót zsellért kivéve, mind magyarok. Vagyon ref. templomja, melly a Garam-Vezekényi anyaekklézsiához tartozik. Birtokosa gróf Eszterházy Jánosné szül. Festetics Rozina grófnő, kinek Zelizi uradalmához tartozik".
Bars vármegye monográfiája szerint "Ágó. Garamvölgyi magyar kisközség, melynek nyomaira már a nyitrai káptalannak egy 1290-ben kelt bizonyságlevélben akadunk, a mikor Aguch néven van említve. Később Agh néven szerepel és csak a XVII. században találkozunk az Aghó elnevezéssel, a mikor a báró Amade és a gróf Eszterházy család a birtokosa. Most Breuner Ágost gróf örököseinek van itt nagyobb birtokuk. Lakosainak száma 415, a kik nagyrészt reformátusok. Templomuk 1864-ben épült. A községnek a postája Nagymálas, távirója és vasúti állomása Zseliz."
A trianoni békeszerződésig Bars vármegye Lévai járásához tartozott. 1938 és 1944 között – az I. bécsi döntés következtében – ismét magyar fennhatóság alá került.

## Népessége
1910-ben 388, túlnyomórészt magyar anyanyelvű lakosa volt.
2001-ben Nyírágó 569 lakosából 415 magyar és 153 szlovák volt.